# شيكاغو رد ستارز
شيكاغو رد ستارز هو نادي كرة قدم أمريكي نسائي، يقع في مدينة شيكاغو. تأسس النادي في عام 2006، وكان أحد مؤوسسي دوري المحترفات في 2009. ينافس النادي حاليا في الدوري الوطني للسيدات منذ 2013، وتأهل إلى المربع الذهبي في ثلاث مواسم متتالية لكنه فشل في الوصول إلى المباراة النهائية.

## التاريخ
أُعلن في عام 2006، أن شيكاغو سيكون لها فريق في دوري جديد يتم تطويره من أجل المنافسة في كرة القدم النسائية. انضم في النهاية لستة فرق أخرى وهي: واشنطن فريدوم، بوسطن بريكرز، لوس أنجلس سول، إف سي جولد برايد، سكاي بلو إف سي، وسانت لويس ليكون نواة دوري المحترفات (WPS) الذي افتتح في عام 2009.
كٌشف عن اسم النادي في 3 يونيو 2008، ويشير الاسم إلى النجوم الحمراء الستة المدببة على علم البلدية في شيكاغو. تمثل كل نجمة حدثا بارزا في تاريخ شيكاغو: فورت ديربورن وحريق شيكاغو العظيم والمعرض العالمي الكولومبي. عينت مارسيا ماكديرموت مدربة للنادي، وهي مديرة سابقة لفريق كرة القدم النسائي في جامعة نورث وسترن وفريق كارولينا كورتا.
لعب فريق شيكاغو ريد ستارز أول مباراة في موسم 2009، ضد فريق سانت لويس أتلتيك وتغلب عليه بنتيجة 1-0، وحقق نتائج جيدة في النصف الأول من الموسم. على الرغم من النتائج الجيدة، لم يستطع الفريق تحقيق الفوز في تسع مباريات متتالية، وتضمنت 451 دقيقة من الجفاف التهديفي.
اختار بيتر ويلت التنحي عن منصبه كرئيسًا تنفيذيًا للفريق في نهاية عام 2009، وتولت مارسيا ماكدرموت، العديد من مسؤولياته في ريد ستارز. افتتح نادي ريد ستارز موسمه الثاني بآمال كبيرة والعديد من الوجوه الجديدة. وفي 13 ديسمبر 2010 ترك الفريق محطة دوري المحترفات بعد أن أمسى غير قادر على تلبية متطلبات النفقة لموسم 2011.

## السجلات

### مفاتيح
| - WPS = دوري المحترفات لكرة القدم - WPSL = الدوري الممتاز للسيدات - WPSL E = دوري النخبة النسائي الممتاز - NWSL = الدوري الوطني لكرة القدم للسيدات | - ل.ت = لم يتأهل - ل.ش = لم يشارك |

| البطل | الوصيف |

### المواسم
| المواسم | دوريات | ل      | ف      | ت      | خ      | له     | ع.ه    | نقط    | الترتيب | المربع الذهبي | الكأس |
| المواسم | الدوري | الدوري | الدوري | الدوري | الدوري | الدوري | الدوري | الدوري | الدوري  | المربع الذهبي | الكأس |
| ------- | ------ | ------ | ------ | ------ | ------ | ------ | ------ | ------ | ------- | ------------- | ----- |
| 2009    | WPS    | 20     | 5      | 5      | 10     | 18     | 25     | 20     | السادس  | ل.ت           | ل.ش   |
| 2010    | WPS    | 24     | 7      | 6      | 11     | 21     | 27     | 27     | السادس  | ل.ت           | ل.ش   |
| 2011    | WPSL   | 10     | 8      | 1      | 1      | 38     | 7      | 25     | الأول   | الوصيف        | ل.ش   |
| 2012    | WPSL E | 14     | 9      | 1      | 4      | 26     | 11     | 28     | الرابع  | الوصيف        | فاز   |
| 2013    | NWSL   | 22     | 8      | 6      | 8      | 32     | 36     | 30     | السادس  | ل.ت           | ل.ش   |
| 2014    | NWSL   | 24     | 9      | 8      | 7      | 32     | 26     | 35     | الخامس  | ل.ت           | ل.ش   |
| 2015    | NWSL   | 20     | 8      | 9      | 3      | 31     | 22     | 33     | الثاني  | نصف النهائي   | ل.ش   |
| 2016    | NWSL   | 20     | 9      | 6      | 5      | 24     | 20     | 33     | الثالث  | نصف النهائي   | ل.ش   |
| 2017    | NWSL   | 24     | 11     | 6      | 7      | 33     | 30     | 39     | الرابع  | نصف النهائي   | ل.ش   |

## التشكيلة الحالية

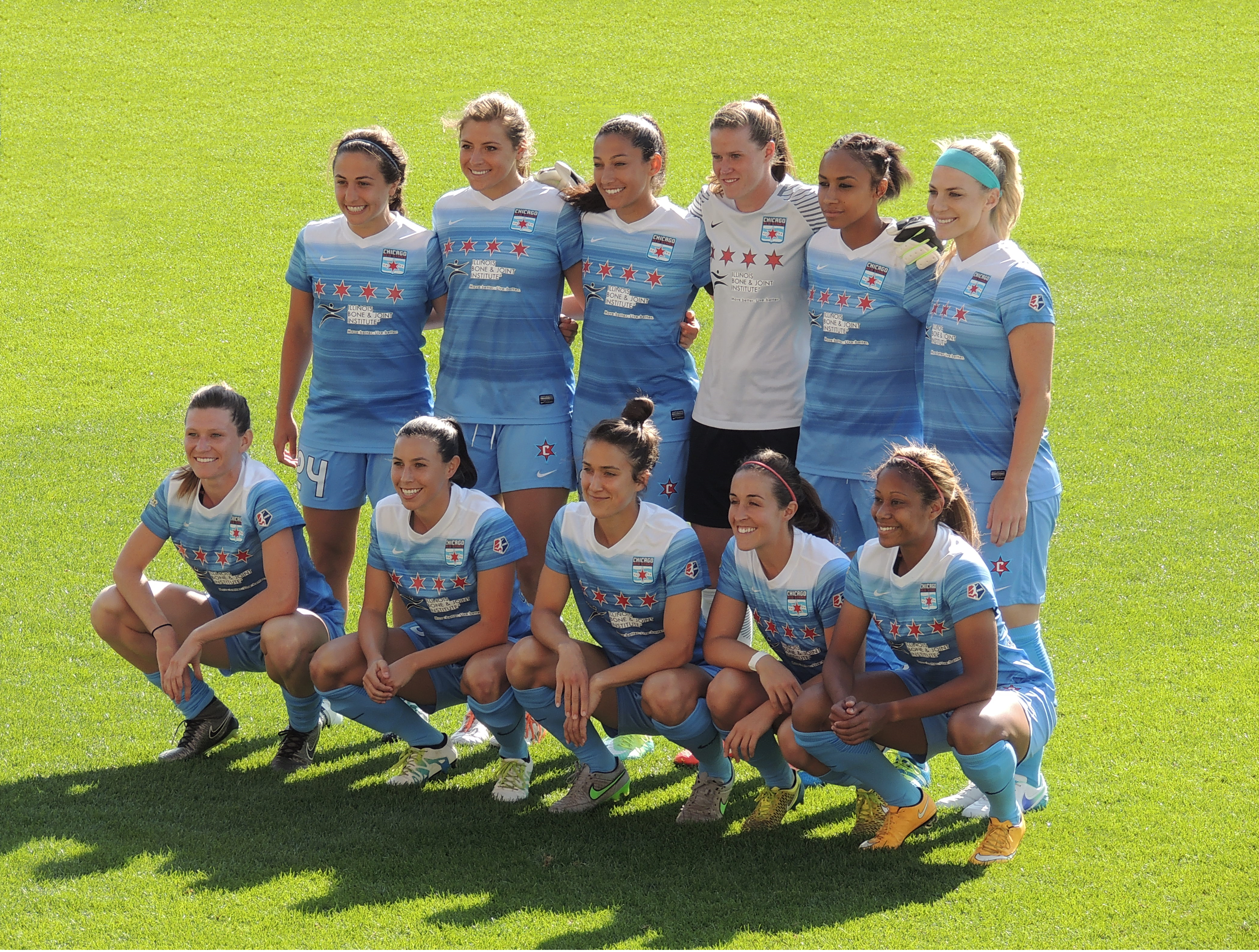
تشكيلة الفريق في موسم 2016

إذا لم يعلن اللاعب عن جنسيته، يتم تحديد الدولة حسب مكان الولادة. حدثت التشيكلة في 31 يناير 2018.
| الرقم | المركز | اللاعب            | الدولة           |
| ----- | ------ | ----------------- | ---------------- |
| 1     | حارس   | أليسا نير         | الولايات المتحدة |
| 2     | وسط    | نيكي ستانتون      | الولايات المتحدة |
| 3     | دفاع   | آرين قيليلاند     | الولايات المتحدة |
| 4     | وسط    | أليسا موتز        | الولايات المتحدة |
| 5     | دفاع   | كاتي نوتون        | الولايات المتحدة |
| 6     | دفاع   | كيسي شورت         | الولايات المتحدة |
| 7     | وسط    | تايلور كوميو      | الولايات المتحدة |
| 8     | وسط    | جولي إرتز         | الولايات المتحدة |
| 9     | هجوم   | ستيفاني مكافري    | الولايات المتحدة |
| 10    | وسط    | فانيسا دي برناردو | الولايات المتحدة |
| 11    | هجوم   | صوفيا هويرتا      | الولايات المتحدة |
| 12    | وسط    | يوكي ناغاساتو     | اليابان          |
| 14    | دفاع   | سارة غوردن        | الولايات المتحدة |
| 16    | دفاع   | سامانثا جونسون    | الولايات المتحدة |
| 18    | حارس   | ميشيل دالتون      | الولايات المتحدة |
| 19    | هجوم   | سمر غرين          | الولايات المتحدة |
| 20    | هجوم   | سامانثا كر        | أستراليا         |
| 24    | وسط    | دانييل كولابريكو  | الولايات المتحدة |
| 30    | وسط    | لورين كاسكي       | الولايات المتحدة |
| —     | وسط    | روزي وايت         | نيوزيلندا        |

## الملعب
خلال عضوية الفريق في دوري المحترفات النسائي، لعب فريق شيكاغو ريد ستارز في ملعب تويوتا، وهو أستاد كرة قدم عالمي المستوى، تصل طاقته الإستيعابية إلى 20000 ألف متفرج، ويلعب فيه أيضا نادي شيكاغو فاير. لعب نادي رد ستارز مبارياته في قرية مجمع جامعة ليسلي-البينديكتين الرياضي من عام 2011 إلى عام 2015، ويتسع ملعب الجامعة لحضور 3000 ألاف مشجع فقط. في ديسمبر 2015، أعلن نادي شيكاغو ريد ستارز عن عودته إلى أستاد حديقة تويوتا لاحتضان مباريات الفريق الأول التي تقام على أرضه من منافسات الدوري الوطني.